# Chabet el Ameur
Chabet el Ameur (în arabă شعبة العامر) este o comună din provincia Boumerdès, Algeria.
Populația comunei este de 33.459 de locuitori (2008).